# Agatopo
Agatopo (siglo II) fue un grabador griego sobre piedras finas, uno de los más célebres de la antigüedad.
En Florencia se conservan dos piedras que llevan su firma: una representa el retrato de un joven, que algunos dicen ser el de Cneo Pompeyo y la otra el de un romano anciano e imberbe. Se le atribuyen apócrifamente otras piedras posteriores, como ha sucedido con otros artistas, entre ellas un camafeo del museo de Berlín, en el que figuran Heraclea y la corza Cerinita.